# Paracordulia sericea
Paracordulia sericea är en trollsländeart som först beskrevs av Selys 1871.  Paracordulia sericea ingår i släktet Paracordulia och familjen skimmertrollsländor. Inga underarter finns listade i Catalogue of Life.